# Goudelancourt-lès-Pierrepont
Goudelancourt-lès-Pierrepont – miejscowość i gmina we Francji, w regionie Hauts-de-France, w departamencie Aisne.
Według danych na styczeń 2014 roku gminę zamieszkiwało 155 osób, a gęstość zaludnienia wynosiła 18 osób/km².